# Tanková divize Kempf
Tanková divize Kempf (německy Panzer-Division Kempf), též Pancéřový útvar Východní Prusko (německy Panzerverband Ostpreußen), byla vojenská jednotka pozemních sil nacistického Německa existující v srpnu až říjnu 1939. Vznikla ad hoc pro bojové akce z Východního Pruska během Invaze do Polska v roce 1939. Označení získala podle svého velitele, generála tankových vojsk Wernera Kempfa, který původně velel 4. tankové brigádě. Společně s generálem Kempfem přešlo plno bývalých členů 4. tankové brigády pod jeho nové velení a stalo novým divizním personálem. Její síla byla zhruba poloviční než měly ostatní divize.

## Oblast operací
- Východní Prusko (srpen 1939)
- Polsko (září 1939 – říjen 1939)

## Velitelé
- Generál tankových vojsk Werner Kempf (1. srpna 1939 – 12. října 1939)

Velitel operací
- Generálmajor Julius von Bernuth (srpen 1939 – říjen 1939)

## Složení divize
- Stab (štáb)
- Panzer-Regiment 7 (7. pancéřový pluk)
- SS-Regiment „Deutschland“ (SS pluk Deutschland)
- SS-Artillerie-Regiment (pluk polního dělostřelectva SS)
- SS Signal-Bataillon (prapor spojařů SS)
- SS Aufklärungs-Bataillon (průzkumný prapor SS)
- II/47. Schweres Feldartillerie-Bataillon (II. rota 47. praporu těžkého polního dělostřelectva)
- 2. Co/SS Flugabwehr-Bataillon (2.rota protiletadlového kulometného praporu SS)
- Pionier-Bataillon 505 (505. ženijní prapor)
- Feldpostamt, Abteilung 506 (506. úřad polní pošty)
- Verwaltungsdienste 171 (171. správní útvar - stravování)
- Kw.Kol.Abt. 502 (502. oddíl nákladních aut)
- Nachschubdienste (zásobovací útvary)
- Sanitätsdienste (útvary sanitářů)